# Айлін Ернандес
Айлін Кларк Ернандес (англ. Aileen Clarke Hernandez, 23 травня 1926 — 13 лютого 2017) — афроамериканська організаторка профспілок, борчиня за громадянські права і права жінок, у 1970—71 роках була президентом Національної організації жінок (NOW). Ернандес навчалася в Університеті Говарда, де її інтерес до громадянських права закріпився після інциденту, коли їй зауважили, що вона мусить викликати «чорне» таксі. Закінчивши університет з відзнакою, вона стала організаторо профспілки, а згодом допомогла заснувати NOW. Будучи другим президентом цієї організації, вона допомогла організувати Страйк жінок за рівноправність і давала свідчення перед підкомітетом конгресу щодо Поправки про рівні права, але покинула організацію через розчарування її расовою нерівністю. Ернандес продовжила свою діяльність, ставши співзасновницею кількох організацій, орієнтованих на афроамериканських жінок, а також викладала у ряді університетів Каліфорнії. 

## Раннє життя та освіта
Айлін Бланш Кларк народилася 23 травня 1926 року в Брукліні, Нью-Йорк, у сім'ї ямайських іммігрантів Чарльза Генрі Кларка старшого та Етель Луїз Хол. Будучи єдиною афроамериканською сім'єю у кварталі, вони зазнавали расової дискримінації з боку сусідів, що Айлін пізніше назве причиною, чому вона зацікавилася політичним активізмом. Ернандес отримала освіту в середній школі Бей-Рідж в Брукліні і пізніше отримала стипендію на навчання в університеті Говарда. Там вона отримала ступінь у галузі соціології та політичних наук з відзнакою magna cum laude і був відділу Національної асоціації сприяння прогресу кольорового населення (NAACP) коледжу.
Її інтерес громадянський прав посилився випадком, що стався з нею у Вашингтоні, щойно вона зійшла з поїзда з Нью-Йорка, приїхавши на навчання в університеті. Коли вона запитала помічника станції, як дістатися до університету, їй сказали, що вона мусить взяти «чорне» таксі. Не знаючи про наявні соціальні традиції у місті, вона припустила, що мова йде про колір автомобіля. Однак, «справа була не в цьому», — зазначила вона пізніше в інтерв'ю з Makers. — «Якщо ви хотіли дістатися до університету Говарда [традиційно афроамериканського університету], жоден білий таксист не взявся б вас везти».
Закінчивши університет Говарда, Ернандес почала навчання в Нью-Йоркському університеті, але полишила його заради Каліфорнії, дізнавшись, що Міжнародна спілка швейників жіночого одягу мала відкрите місце у їхньому трудовому коледжі, де навчали нових лідерів робітників.

## Активізм
Активно задіяна як організатор у Спілці швейників, Ернандес згодом стала завідувачкою освіти і стосунків з громадськістю у регіоні Тихоокеанського узбережжя. У 1960 році вона відвідала шість країн Південної Америки під егідою американського Держдепартаменту, де виступала з лекціями про Сполучені Штати. Рік потому, Ернандес отримала ступінь магістра з урядування від Університету штату Каліфорнія в Лос-Анджелесі, незадовго до того, як вона офіційно залишила роботу в Спілці швейників і стала працювати у кампанії Алана Кренстона за посаду фінансового керівника штату. Після його перемоги її призначено заступником начальника Каліфорнійського відділу з дотримання справедливого працевлаштування. В результаті її роботи на цій посаді, Ліндон Джонсон в 1964 році призначив її на посаду в новоствореній Комісії з рівних можливостей зайнятості, де вона була єдиною жінкою. Однак вона пішла з Комісії в 1966 році, всього через вісімнадцять місяців, будучи розчарованою недостатньою швидкістю комісії у вирішенні справ, пов'язаних з дискримінацією за статевою ознакою.
Ернандес допомогла заснувати і була другим президентом  Національної організації жінок] (NOW) з 1970 по 1971 рік, і в цей час організувала Страйк жінок за рівність. Однією зі своїх цілей на цій посаді вона вбачала зміну обличчя організації, яке вона називала «непристойно елітарним і середнього класу», заявивши: «Мене набагато більше цікавлять проблеми звичайної жінки, ніж робітниці… Жінка з низьким доходом не побіжить приєднуватися до NOW, але вона підтримає нашу програму, бо давно знає про проблеми поєднання родини з роботою». Навесні 1970 року вона свідчила перед підкомітетом Конгресу щодо Поправки про рівні права. Після відставки з позиції президента, вона стала співзасновницею Робочої групи щодо жінок меншин у NOW, але розчарувалася в тому, що бачила як небажання організації братися за расову нерівність, особливо в межах самої організації. Кінець кінцем вона покинула NOW у 1979 році після того, як на всі керівні позиції було обрано білошкірих других рік поспіль.
Серед інших досягнень Ернандес — співзаснування організацій Національна політична партія жінок, «Чорні жінки збурюють води», «Чорні жінки, організовані для політичних дій і видавництва з дев'ятьма іншими афроамериканками. Вона виконувала обов'язки співголови Національної урбаністичної коаліції (англ. National Urban Coalition) і була в правлінні чи дорадчих органах Американської спілки захисту громадянських свобод (ACLU), NAACP та ряді інших організацій, а також викладала в підрозділах університету Каліфорнії й Університеті Сан-Франциско і заснувала консалтингову фірму свого імені.

## Смерть
Ернандес померла 13 лютого 2017 року, у віці 90 років, від ускладнень, пов'язаних з деменцією. Заступниця директора Американської спілки захисту громадянських свобод Дороті Ерліх, яка знала Ернандес з 1970-х років, зазначила, що «Айлін Ернандес все життя уособлювала для жінок і людей різного кольору шкіри рух вперед, і її значну роль у цій історії ніколи не буде забуто». Президент NOW Террі О'Ніл писала: «Прагнення NOW до перехресного фемінізму є прямою спадщиною непохитної віри Айлін Ернандес в різноманітність та расову справедливість».

## Відзнаки
- У 1989 році Північнокаліфорнійське відділення ACLU вручило Ернандес свою нагороду громадянських свобод за «десятиліття праці із забезпечення рівності і справедливості».[13]
- У 2005 році Ернандес була номінована на Нобелівську премію миру разом з близько 1000 жінок зі 150 націй і народностей, таким чином була відзначена їхня праця задля соціальної справедливості і громадянських прав.[14]